# The Pepsi-Cola Playhouse
The Pepsi-Cola Playhouse est une émission d'anthologie dramatique américaine sponsorisée par Pepsi-Cola. Elle a été présentée par Arlene Dahl, puis par Anita Colby et enfin par Polly Bergen. Elle était jouée et diffusée en direct à ses débuts avant de rapidement être enregistrée et passer en différé au cours de la première saison.

## Invités importants
- Claude Akins
- Frances Bavier
- Whit Bissell
- Charles Bronson
- Sally Brophy
- Jean Byron
- Pat Carroll
- Bobby Clark
- Andy Clyde
- Lloyd Corrigan
- Walter Coy
- Ross Elliott
- Beverly Garland
- Nancy Gates
- Peter Graves
- Rick Jason
- Carolyn Jones
- Brian Keith
- Jack Kelly
- Barton MacLane
- Lee Marvin
- Vera Miles
- Dennis Morgan
- George Nader
- Jay Novello
- Patrick O'Neal
- Frances Rafferty
- Karen Sharpe
- Craig Stevens
- Onslow Stevens